# 15036 Giovannianselmi
15036 Giovannianselmi eller 1998 WO5 är en asteroid i huvudbältet som upptäcktes den 18 november 1998 av Madonna di Dossobuono-observatoriet i Verona, Italien. Den är uppkallad efter den italienska journalisten Giovanni Anselmi.
Den tillhör asteroidgruppen Vesta.